# Mary Rand
Mary Denise Rand (née: Bignal) MBE (Wells, 10 de fevereiro de 1940) é uma ex-atleta britânica. Foi a primeira britânica a conquistar uma medalha de ouro no atletismo dos Jogos Olímpicos e é a única a ter conquistado três medalhas olímpicas numa única edição dos Jogos.

## Carreira
Atleta multiesportiva, desde a adolescência se destacou no salto em altura, salto em distância, corrida com barreiras e no pentatlo. Em 1956, aos 16 anos, foi convidada a participar de treinos no campo de treinamento da equipe britânica de atletismo que iria aos Jogos Olímpicos de Melbourne, na Austrália, e derrotou as melhores saltadoras britânicas no salto em altura. Aos 17 anos, quebrou o recorde nacional britânico para o pentatlo, na primeira vez em que disputou essa modalidade, e nos Jogos da Commonwealth de 1958, aos 18 anos, conquistou uma medalha de prata no salto em distância.
Depois de conquistar duas medalhas de bronze no Campeonato Europeu de Atletismo de 1962, em Belgrado, participou pela primeira vez dos Jogos Olímpicos em Roma 1960 onde marcou um novo recorde britânico na eliminatória, mas, sem conseguir repeti-lo na final, ficou sem medalhas. Em Tóquio 1964, viria a ganhar três medalhas olímpicas, de ouro, prata e bronze.  Rand conquistou o ouro no salto em distância – 6,76 m – novo recorde mundial, derrotando a até então recordista mundial Tatyana Shchelkanova, da URSS, que ficou com o bronze. Conquistou também uma prata no pentatlo e um bronze integrando a revezamento 4x100 m britânico.
Em 1965 foi agraciada com a comenda da Ordem do Império Britânico (MBE) e eleita como a BBC Sports Personality of the Year de 1964.
Após as vitórias em Tóquio seu ritmo de treinamentos ficou menos intenso, com menos competições, mas ela ainda venceu o salto em distância nos Jogos da Commonwealth de 1966. Lesionada, não conseguiu lugar na equipe britânica para os Jogos da Cidade do México 1968 e em setembro deste ano se retirou do atletismo.
Rand também foi extra-oficialmente a recordista mundial do salto triplo entre 1959 e 1981; as marcas eram extra-oficiais porque recordes femininos nesta modalidade não foram reconhecidos pela IAAF até 1990.